# 角山村
角山村（つのやまそん）は、岡山県上道郡にあった村。現在の岡山市東区の一部にあたる。

## 地理
吉井川下流右岸と砂川中流との間の平地に位置していた。
- 山岳：大日幡山、新庄山、岩倉山[2]

## 歴史
- 1889年（明治22年）6月1日、町村制の施行により、上道郡内ヶ原村、才崎村、竹原村、百枝月村が合併して村制施行し、角山村が発足[1][2]。旧村名を継承した内ヶ原、才崎、竹原、百枝月の4大字を編成[2]。
- 1896年（明治29年）大字竹原に巡査交番所を設置[2]。
- 1953年（昭和28年）4月1日、上道郡平島村、御休村と合併し、町制施行し上道町を新設して廃止された[1][2]。

### 地名の由来
次の諸説あり。
1. 大日幡山東端にある角状の丘陵角山にちなむ。
2. 津宮八幡宮の山、津宮山（つまみややま）が角山になった。

## 産業
- 農業、果樹、養蚕[2]

## 交通

### 県道
- 西大寺瀬戸線[2]

### 乗合バス
- 1921年（大正10年）県道西大寺瀬戸線で乗合バス運行開始[2]。

## 教育
- 大字才崎に角山尋常小学校（現岡山市立角山小学校）が所在[2]。1909年（明治42年）高等科を設置[2]。1941年（昭和16年）保育園を設立し1950年（昭和25年）角山幼稚園となる[2]。
- 1934年（昭和9年）矢野恒太が大字竹原の新庄山麓雄町谷に三徳塾を設立[2]。1950年（昭和25年）県立農業研修所三徳塾となる[2]（現：岡山県立青少年農林文化センター三徳園）。